# 금전등록기

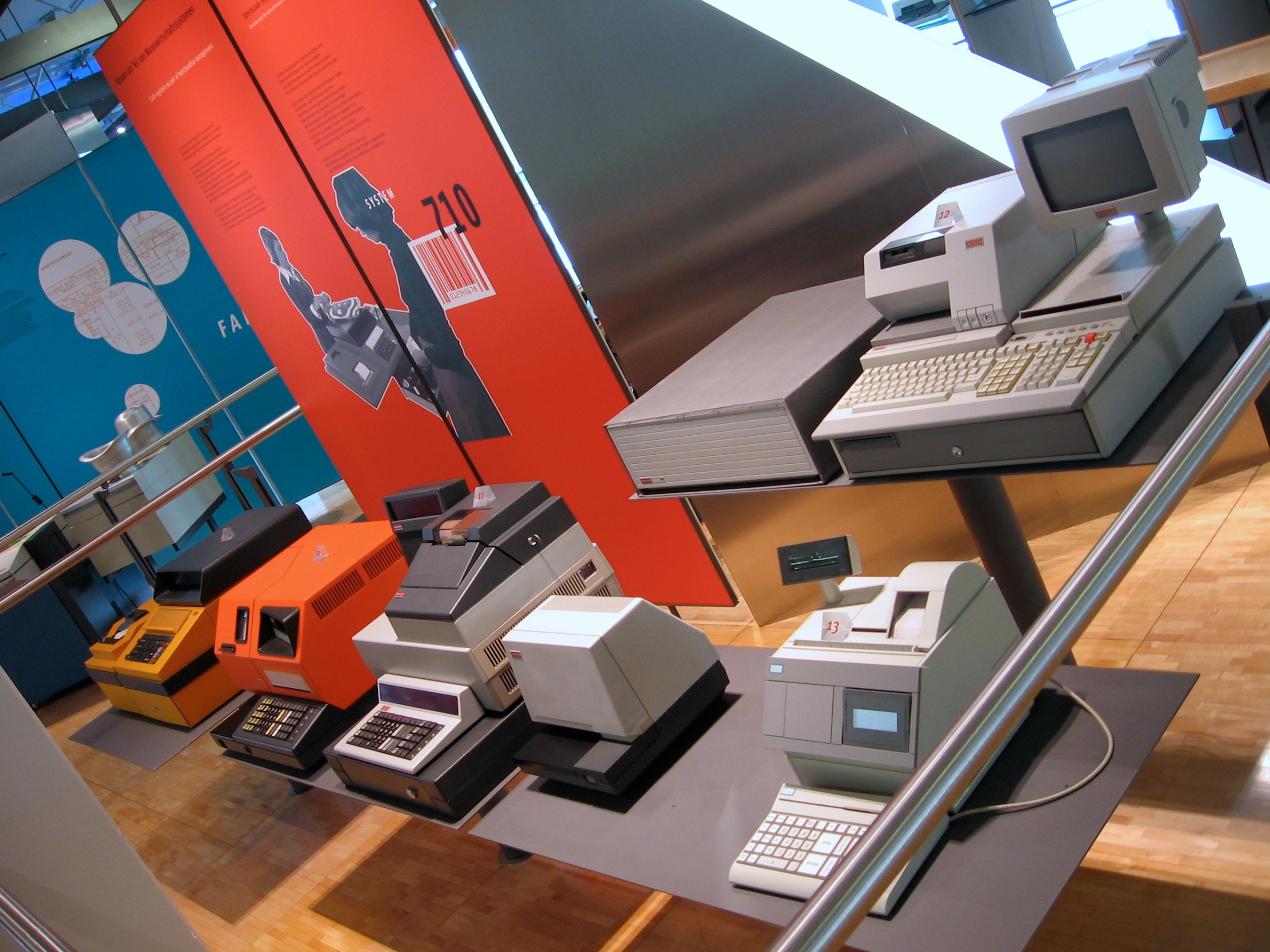
여러 가지 현대의 금전등록기

금전등록기(金錢登錄機)는 상품판매의 현금거래에서 내용을 표시, 합산하여 기록하는 기계이다. 소형금고의 역할을 하며, 영수증을 발행하고, 매출금액의 통계 등을 산출한다. 고안자는 미국의 오하이오주 데이튼시의 바 경영자 제임스 리티인데, 그는 상품판매가 증가하는데도 이익이 증가하지 않는 원인을 추구한 결과, 바텐더가 매출금을 착복하고 있다는 사실을 알게 되었다. 그래서 금전을 안전하게 보관하는 동시에 입금을 기록하여 현금과 맞출 필요를 느껴 금전등록기를 고안하였으며, 그것이 같은 시의 내셔널 캐시 레지스터 회사에 의해 상품화된 것은 1897년이다. 금전등록기는 소형금고의 역할을 하며, 1건마다의 매출금액을 표시하여 고객에게 영수증을 발행하고 1건마다의 매출금액과 1일의 매출액을 산출 기록하며, 상품별·매장별의 매출금액을 집계 기록하는 기능을 가진다. 조작 형식에는 레버에 의한 수동식, 전동식, 수동·전동 병용식 등이 있다.

## 같이 보기
- 판매 시점 정보 관리